# Kai Hansen
Kai Hansen (ur. 17 stycznia 1963 w Hamburgu) – niemiecki gitarzysta i wokalista heavymetalowy.
Założyciel i pierwszy wokalista zespołu Helloween; wchodził w skład zespołu w latach 1984–1989. Miał znaczący wpływ na repertuar zespołu, jemu przypisuje się sukces płyt Keeper of the Seven Keys Part 1 (1987) i Keeper of the Seven Keys Part 2 (1988). Ponadto był członkiem zespołów Gentry, Iron Savior, a także udzielał się jako wiodący gitarzysta w zespole Blind Guardian. Po odejściu z Helloween założył zespół Gamma Ray.
W 2004 roku muzyk został sklasyfikowany na 87. miejscu listy 100 najlepszych gitarzystów heavymetalowych wszech czasów według magazynu Guitar World.

## Życiorys
Swoją pierwszą gitarę Kai dostał w wieku 12 lat. Brał lekcje gry na gitarze klasycznej sześć miesięcy i dwa lata później zaczął grać ze swoim pierwszym zespołem. Niedługo potem poznał Pieta Sielcka (dzisiaj Iron Savior) i z dwoma innymi kolegami założył zespół Gentry. Grali w małych klubach, szkołach i zdobyli pierwsze miejsce na amatorskim festiwalu w Hamburgu. Grali covery Sex Pistols, Slade i Uriah Heep, ale i też parę autorskich piosenek.
Jakiś czas później Kai i Piet poznali Ingo Schwichtenberga i Markusa Grosskopfa. Razem z nimi założyli zespół Second Hell, który szybko zmienił nazwę na Iron Fist. Grali koncerty w klubach, ale też zaczęli nagrywać ich muzykę w salach prób. Jednakże niedługo potem grupa rozpadła się.
Gdy Kai był w wojsku poznał Michaela Weikatha i dołączył do jego zespołu Powerfool. Lecz gdy nie mogli się porozumieć z kolegami z grupy, z powrotem założyli Iron Fist. Próby odbywały się w koszarach.
Niedługo potem poznali Limpa Schnoora, który miał kontakty z wytwórnią Noise Records. Dali mu swoje nagrania i dostali szansę nagrania dwóch piosenek do składanki „Death Metal”. Piosenki dobrze się przyjęły więc wydłużono kontrakt i w efekcie zespół wydał Mini LP Helloween i Walls of Jericho.
Po nagraniu Keeper of the Seven Keys Part 1 i Keeper of the Seven Keys Part 2 z Michaelem Kiske Hansen odszedł z zespołu i założył Gamma Ray. W 1996 wraz z Pietem Sielckiem i Thomasem Stauchem założył zespół Iron Savior, aby niedługo później wrócić do Gamma Ray. Wiosną 2011 dołączył do założonej przez Michaela Kiske grupy Unisonic.

## Dyskografia
Helloween
- Helloween (EP, 1985)
- Walls of Jericho (1985)
- Keeper of the Seven Keys Part 1 (1987)
- Keeper of the Seven Keys Part 2 (1988)
- Live in the UK – album koncertowy (1989)

Iron Savior
- Iron Savior (1997)
- Unification (1998)
- Interlude (EP, 1999)
- Dark Assault (2001)

Gamma Ray
- Heading for Tomorrow (1990)
- Sigh No More (1991)
- Insanity and Genius (1993)
- Land of the Free (1995)
- Alive ’95 (1996)
- Somewhere Out in Space (1997)
- Powerplant (1999)
- Blast from the Past (2000)
- No World Order (2001)
- Skeletons in the Closet (2003)
- Majestic (2005)
- Land of the Free II (2007)
- To The Metal (2010)
- Empire Of The Undead (2014)

Unisonic
- Ignition (EP) (2012)
- Unisonic (2012)
- Light Of Dawn (2014)

## Gościnnie
- Z Angrą:
  - Angels Cry – solo gitarowe w utworze "Never Understand"
  - Temple of Shadows – wokal w "The Temple of Hate"
- Z Blind Guardian:
  - Follow the Blind – wokal w utworze "Valhalla"
  - Tales from the Twilight World – wokal w utworze "Lost in the Twilight Hall," solo w "The Last Candle"
  - Somewhere Far Beyond – gitara prowadząca w "The Quest for Tanelorn"
- W Avantasii Tobiasa Sammeta:
  - The Metal Opera – jako "Regrin the Dwarf" śpiewał partie w "Inside" i "Sign Of The Cross"
  - The Metal Opera Part II – ta sama rola i śpiew w "The Seven Angels" i "Chalice Of Agony"
- Z Hammerfall:
  - wokal w "I Want Out"
  - chórki w "Man on The Silver Mountain"
- Z Heavenly:
  - Coming from the Sky – wokal w piosence "Time machine"
- Ze Stormwarrior:
  - Stormwarrior – wokal i gitara w "Chains Of Slavery" i "Heavy Metal is the Law"
  - Northern Rage – chórki w "Heroic Deathe" i solo gitarowe w "Welcome Thy Rite"